# Liste des matchs de l'équipe du Liechtenstein de football par adversaire
Cette liste présente les matchs de l'équipe du Liechtenstein de football par adversaire rencontré depuis son premier match officiel le 14 juin 1981 contre Malte.
- Haut – A
- B
- C
- D
- E
- F
- G
- H
- I
- J
- K
- L
- M
- N
- O
- P
- Q
- R
- S
- T
- U
- V
- W
- X
- Y
- Z

## A

### Albanie
|   | Date             | Lieu                 | Match                   | Score | Compétition                                                       |
| 1 | 20 août 2008     | Tirana, Albanie      | Albanie - Liechtenstein | 2 - 0 | Match amical                                                      |
| 2 | 6 octobre 2016   | Vaduz, Liechtenstein | Liechtenstein - Albanie | 0 - 2 | Qualifications pour la Coupe du monde de football 2018 (Groupe G) |
| 3 | 2 septembre 2017 | Elbasan, Albanie     | Albanie - Liechtenstein | 2 - 0 | Qualifications pour la Coupe du monde de football 2018 (Groupe G) |
| 4 | 3 juin 2024      | Szombathely, Hongrie | Albanie - Liechtenstein | 3 - 0 | Match amical                                                      |

Bilan
- Total de matchs disputés : 4
- Victoires de l'équipe du Liechtenstein : 0
- Victoires de l'équipe d'Albanie : 4
- Matchs nuls : 0

### Allemagne
|   | Date             | Lieu                           | Match                     | Score | Compétition                                           |
| 1 | 4 juin 1996      | Mannheim, Allemagne            | Allemagne - Liechtenstein | 9 - 1 | Match amical                                          |
| 2 | 7 juin 2000      | Fribourg-en-Brisgau, Allemagne | Allemagne - Liechtenstein | 8 - 2 | Match amical                                          |
| 3 | 6 septembre 2008 | Vaduz, Liechtenstein           | Liechtenstein - Allemagne | 0 - 6 | Qualifications pour la Coupe du monde 2010 (Groupe 4) |
| 4 | 28 mars 2009     | Leipzig, Allemagne             | Allemagne - Liechtenstein | 4 - 0 | Qualifications pour la Coupe du monde 2010 (Groupe 4) |
| 5 | 2 septembre 2021 | Saint-Gall, Suisse             | Liechtenstein - Allemagne | 0 - 2 | Qualifications pour la Coupe du monde 2022 (Groupe J) |
| 6 | 11 novembre 2021 | Wolfsburg, Allemagne           | Allemagne - Liechtenstein | 9 - 0 | Qualifications pour la Coupe du monde 2022 (Groupe J) |

Bilan
- Total de matchs disputés : 6
- Victoires de l'équipe du Liechtenstein : 0
- Victoires de l'équipe d'Allemagne : 6
- Matchs nuls : 0

### Andorre
|   | Date              | Lieu                         | Match                   | Score | Compétition                           |
| 1 | 14 août 2012      | Vaduz, Liechtenstein         | Liechtenstein - Andorre | 1 - 0 | Match amical                          |
| 2 | 21 mars 2018      | La Línea Concepción, Espagne | Andorre - Liechtenstein | 1 - 0 | Match amical                          |
| 3 | 10 juin 2022      | Andorre-la-Vieille, Andorre  | Andorre - Liechtenstein | 2 - 1 | Ligue des nations 2022-2023 (Ligue D) |
| 4 | 22 septembre 2022 | Vaduz, Liechtenstein         | Liechtenstein - Andorre | 0 - 2 | Ligue des nations 2022-2023 (Ligue D) |

Bilan
- Total de matchs disputés : 4
- Victoires de l'équipe du Liechtenstein : 1
- Victoires de l'équipe d'Andorre : 3
- Matchs nuls : 0

### Angleterre
|   | Date              | Lieu                   | Match                      | Score | Compétition                                |
| 1 | 29 mars 2003      | Vaduz, Liechtenstein   | Liechtenstein - Angleterre | 0 - 2 | Qualifications pour l'Euro 2004 (Groupe 7) |
| 2 | 10 septembre 2003 | Manchester, Angleterre | Angleterre - Liechtenstein | 2 - 0 | Qualifications pour l'Euro 2004 (Groupe 7) |

Bilan
- Total de matchs disputés : 2
- Victoires de l'équipe du Liechtenstein : 0
- Victoires de l'équipe d'Angleterre : 2
- Matchs nuls : 0

### Arabie saoudite
|   | Date          | Lieu                 | Match                           | Score | Compétition  |
| 1 | 30 avril 2004 | Vaduz, Liechtenstein | Liechtenstein - Arabie saoudite | 1 - 0 | Match amical |

Bilan
- Total de matchs disputés : 1
- Victoires de l'équipe du Liechtenstein : 1
- Victoires de l'équipe d'Arabie saoudite : 0
- Matchs nuls : 0

### Arménie
|   | Date             | Lieu                 | Match                   | Score | Compétition                                           |
| 1 | 6 septembre 2018 | Erevan, Arménie      | Arménie - Liechtenstein | 2 - 1 | Ligue des nations 2018-2019 (Ligue D)                 |
| 2 | 19 novembre 2018 | Vaduz, Liechtenstein | Liechtenstein - Arménie | 2 - 2 | Ligue des nations 2018-2019 (Ligue D)                 |
| 3 | 8 juin 2019      | Erevan, Arménie      | Arménie - Liechtenstein | 3 - 0 | Qualifications pour l'Euro 2020 (Groupe J)            |
| 4 | 12 octobre 2019  | Vaduz, Liechtenstein | Liechtenstein - Arménie | 1 - 1 | Qualifications pour l'Euro 2020 (Groupe J)            |
| 5 | 25 mars 2021     | Vaduz, Liechtenstein | Liechtenstein - Arménie | 0 - 1 | Qualifications pour la Coupe du monde 2022 (Groupe J) |
| 6 | 8 septembre 2021 | Erevan, Arménie      | Arménie - Liechtenstein | 1 - 1 | Qualifications pour la Coupe du monde 2022 (Groupe J) |

Bilan
- Total de matchs disputés : 6
- Victoires de l'équipe du Liechtenstein : 0
- Victoires de l'équipe d'Arménie : 3
- Matchs nuls : 3

### Australie
|   | Date        | Lieu           | Match                     | Score | Compétition  |
| 1 | 7 juin 2006 | Ulm, Allemagne | Australie - Liechtenstein | 3 - 1 | Match amical |

Bilan
- Total de matchs disputés : 1
- Victoires de l'équipe du Liechtenstein : 0
- Victoires de l'équipe d'Australie : 1
- Matchs nuls : 0

### Autriche
|   | Date             | Lieu                  | Match                    | Score | Compétition                                           |
| 1 | 7 juin 1984      | Vaduz, Liechtenstein  | Liechtenstein - Autriche | 0 - 6 | Match amical                                          |
| 2 | 7 septembre 1994 | Eschen, Liechtenstein | Liechtenstein - Autriche | 0 - 4 | Qualifications pour l'Euro 1996 (Groupe 6)            |
| 3 | 26 avril 1995    | Salzbourg, Autriche   | Autriche - Liechtenstein | 7 - 0 | Qualifications pour l'Euro 1996 (Groupe 6)            |
| 4 | 2 juin 1998      | Vienne, Autriche      | Autriche - Liechtenstein | 6 - 0 | Match amical                                          |
| 5 | 7 octobre 2000   | Vaduz, Liechtenstein  | Liechtenstein - Autriche | 0 - 1 | Qualifications pour la Coupe du monde 2002 (Groupe 7) |
| 6 | 25 avril 2001    | Innsbruck, Autriche   | Autriche - Liechtenstein | 2 - 0 | Qualifications pour la Coupe du monde 2002 (Groupe 7) |
| 7 | 6 octobre 2006   | Vaduz, Liechtenstein  | Liechtenstein - Autriche | 1 - 2 | Match amical                                          |
| 8 | 27 mars 2015     | Vaduz, Liechtenstein  | Liechtenstein - Autriche | 0 - 5 | Qualifications pour l'Euro 2016 (Groupe G)            |
| 9 | 12 octobre 2015  | Vienne, Autriche      | Autriche - Liechtenstein | 3 - 0 | Qualifications pour l'Euro 2016 (Groupe G)            |

Bilan
- Total de matchs disputés : 9
- Victoires de l'équipe du Liechtenstein : 0
- Victoires de l'équipe d'Autriche : 9
- Matchs nuls : 0

Note : Bien que le match du 7 juin 1984 soit considéré comme un officiel par la fédération liechtensteinoise, fédération autrichienne ne considère pas cette rencontre comme un match officiel.

### Azerbaïdjan
|   | Date              | Lieu                       | Match                       | Score | Compétition                                           |
| 1 | 14 octobre 1998   | Vaduz, Liechtenstein       | Liechtenstein - Azerbaïdjan | 2 - 1 | Qualifications pour l'Euro 2000 (Groupe 7)            |
| 2 | 5 juin 1999       | Bakou, Azerbaïdjan         | Azerbaïdjan - Liechtenstein | 4 - 0 | Qualifications pour l'Euro 2000 (Groupe 7)            |
| 3 | 10 septembre 2008 | Bakou, Azerbaïdjan         | Azerbaïdjan - Liechtenstein | 0 - 0 | Qualifications pour la Coupe du monde 2010 (Groupe 4) |
| 4 | 10 octobre 2009   | Vaduz, Liechtenstein       | Liechtenstein - Azerbaïdjan | 0 - 2 | Qualifications pour la Coupe du monde 2010 (Groupe 4) |
| 5 | 6 février 2013    | Dubaï, Émirats arabes unis | Azerbaïdjan - Liechtenstein | 1 - 0 | Match amical                                          |

Bilan
- Total de matchs disputés : 5
- Victoires de l'équipe du Liechtenstein : 1
- Victoires de l'équipe d'Azerbaïdjan : 3
- Matchs nuls : 1

## B

### Belgique
|   | Date             | Lieu                 | Match                    | Score | Compétition                                           |
| 1 | 4 septembre 2025 | Vaduz, Liechtenstein | Liechtenstein - Belgique | -     | Qualifications pour la Coupe du monde 2026 (Groupe J) |
| 2 | 18 novembre 2025 | Belgique             | Belgique - Liechtenstein | -     | Qualifications pour la Coupe du monde 2026 (Groupe J) |

Bilan
- Total de matchs disputés : 0
- Victoires de l'équipe du Liechtenstein : 0
- Victoires de l'équipe de Belgique : 0
- Matchs nuls : 0

### Biélorussie
|   | Date        | Lieu                  | Match                       | Score | Compétition  |
| 1 | 21 mai 2014 | Eschen, Liechtenstein | Liechtenstein - Biélorussie | 1 - 5 | Match amical |

Bilan
- Total de matchs disputés : 1
- Victoires de l'équipe du Liechtenstein : 0
- Victoires de l'équipe de Biélorussie : 1
- Matchs nuls : 0

### Bosnie-Herzégovine
|    | Date             | Lieu                       | Match                              | Score | Compétition                                           |
| 1  | 18 août 1999     | Vaduz, Liechtenstein       | Liechtenstein - Bosnie-Herzégovine | 0 - 0 | Match amical                                          |
| 2  | 28 mars 2001     | Vaduz, Liechtenstein       | Liechtenstein - Bosnie-Herzégovine | 0 - 3 | Qualifications pour la Coupe du monde 2002 (Groupe 7) |
| 3  | 7 octobre 2001   | Zenica, Bosnie-Herzégovine | Bosnie-Herzégovine - Liechtenstein | 5 - 0 | Qualifications pour la Coupe du monde 2002 (Groupe 7) |
| 4  | 7 septembre 2012 | Vaduz, Liechtenstein       | Liechtenstein - Bosnie-Herzégovine | 8 - 1 | Qualifications pour la Coupe du monde 2014 (Groupe G) |
| 5  | 11 octobre 2013  | Zenica, Bosnie-Herzégovine | Bosnie-Herzégovine - Liechtenstein | 4 - 1 | Qualifications pour la Coupe du monde 2014 (Groupe G) |
| 6  | 4 septembre 2014 | Tuzla, Bosnie-Herzégovine  | Bosnie-Herzégovine - Liechtenstein | 3 - 0 | Match amical                                          |
| 7  | 5 septembre 2019 | Zenica, Bosnie-Herzégovine | Bosnie-Herzégovine - Liechtenstein | 5 - 0 | Qualifications pour l'Euro 2020 (Groupe J)            |
| 8  | 18 novembre 2019 | Vaduz, Liechtenstein       | Liechtenstein - Bosnie-Herzégovine | 0 - 3 | Qualifications pour l'Euro 2020 (Groupe J)            |
| 9  | 8 septembre 2023 | Zenica, Bosnie-Herzégovine | Bosnie-Herzégovine - Liechtenstein | 2 - 1 | Qualifications pour l'Euro 2024 (Groupe J)            |
| 10 | 13 octobre 2023  | Vaduz, Liechtenstein       | Liechtenstein - Bosnie-Herzégovine | 0 - 2 | Qualifications pour l'Euro 2024 (Groupe J)            |

Bilan
- Total de matchs disputés : 10
- Victoires de l'équipe du Liechtenstein : 0
- Victoires de l'équipe de Bosnie-Herzégovine : 9
- Matchs nuls : 1

## C

### Croatie
|   | Date             | Lieu                 | Match                   | Score | Compétition  |
| 1 | 14 novembre 2009 | Vinkovci, Croatie    | Croatie - Liechtenstein | 5 -0  | Match amical |
| 2 | 14 août 2013     | Vaduz, Liechtenstein | Liechtenstein - Croatie | 2 - 3 | Match amical |

Bilan
- Total de matchs disputés : 2
- Victoires de l'équipe du Liechtenstein : 0
- Victoires de l'équipe de Croatie : 2
- Matchs nuls : 0

## D

### Danemark
|   | Date              | Lieu                 | Match                    | Score | Compétition                                |
| 1 | 11 octobre 2006   | Vaduz, Liechtenstein | Liechtenstein - Danemark | 0 - 4 | Qualifications pour l'Euro 2008 (Groupe F) |
| 2 | 12 septembre 2007 | Aarhus, Danemark     | Danemark - Liechtenstein | 4 - 0 | Qualifications pour l'Euro 2008 (Groupe F) |
| 3 | 31 août 2016      | Horsens, Danemark    | Danemark - Liechtenstein | 5 - 0 | Match amical                               |

Bilan
- Total de matchs disputés : 3
- Victoires de l'équipe du Liechtenstein : 0
- Victoires de l'équipe du Danemark : 3
- Matchs nuls : 0

## E

### Écosse
|   | Date             | Lieu                 | Match                  | Score | Compétition                                |
| 1 | 7 septembre 2010 | Glasgow, Écosse      | Écosse - Liechtenstein | 2 - 1 | Qualifications pour l'Euro 2012 (Groupe I) |
| 2 | 8 octobre 2011   | Vaduz, Liechtenstein | Liechtenstein - Écosse | 0 - 1 | Qualifications pour l'Euro 2012 (Groupe I) |
| 3 | 9 juin 2025      | Vaduz, Liechtenstein | Liechtenstein - Écosse | 0 - 4 | Match amical                               |

Bilan
- Total de matchs disputés : 3
- Victoires de l'équipe du Liechtenstein : 0
- Victoires de l'équipe d'Écosse : 3
- Matchs nuls : 0

### Espagne
|   | Date             | Lieu                 | Match                   | Score | Compétition                                           |
| 1 | 24 mars 2001     | Alicante, Espagne    | Espagne - Liechtenstein | 5 - 0 | Qualifications pour la Coupe du monde 2002 (Groupe 7) |
| 2 | 5 septembre 2001 | Vaduz, Liechtenstein | Liechtenstein - Espagne | 0 - 2 | Qualifications pour la Coupe du monde 2002 (Groupe 7) |
| 3 | 2 septembre 2006 | Badajoz, Espagne     | Espagne - Liechtenstein | 4 - 0 | Qualifications pour l'Euro 2008 (Groupe F)            |
| 4 | 6 juin 2007      | Vaduz, Liechtenstein | Liechtenstein - Espagne | 0 - 2 | Qualifications pour l'Euro 2008 (Groupe F)            |
| 5 | 3 septembre 2010 | Vaduz, Liechtenstein | Liechtenstein - Espagne | 0 - 4 | Qualifications pour l'Euro 2012 (Groupe I)            |
| 6 | 6 septembre 2011 | Logroño, Espagne     | Espagne - Liechtenstein | 6 - 0 | Qualifications pour l'Euro 2012 (Groupe I)            |
| 7 | 5 septembre 2016 | León, Espagne        | Espagne - Liechtenstein | 8 - 0 | Qualifications pour la Coupe du monde 2018 (Groupe G) |
| 8 | 5 septembre 2017 | Vaduz, Liechtenstein | Liechtenstein - Espagne | 0 - 8 | Qualifications pour la Coupe du monde 2018 (Groupe G) |

Bilan
- Total de matchs disputés : 8
- Victoires de l'équipe du Liechtenstein : 0
- Victoires de l'équipe d'Espagne : 8
- Matchs nuls : 0

### Estonie
|   | Date             | Lieu                   | Match                   | Score | Compétition                                           |
| 1 | 26 octobre 1993  | Balzers, Liechtenstein | Liechtenstein - Estonie | 0 - 2 | Match amical                                          |
| 2 | 18 août 2004     | Vaduz, Liechtenstein   | Liechtenstein - Estonie | 1 - 2 | Qualifications pour la Coupe du monde 2006 (Groupe 3) |
| 3 | 4 juin 2005      | Tallinn, Estonie       | Estonie - Liechtenstein | 2 - 0 | Qualifications pour la Coupe du monde 2006 (Groupe 3) |
| 4 | 17 novembre 2010 | Tallinn, Estonie       | Estonie - Liechtenstein | 1 - 1 | Match amical                                          |
| 5 | 19 novembre 2013 | Vaduz, Liechtenstein   | Liechtenstein - Estonie | 0 - 3 | Match amical                                          |

Bilan
- Total de matchs disputés : 5
- Victoires de l'équipe du Liechtenstein : 0
- Victoires de l'équipe d'Estonie : 4
- Matchs nuls : 1

### États-Unis
|   | Date        | Lieu                  | Match                      | Score | Compétition  |
| 1 | 30 mai 1990 | Eschen, Liechtenstein | Liechtenstein - États-Unis | 1 - 4 | Match amical |

Bilan
- Total de matchs disputés : 1
- Victoires de l'équipe du Liechtenstein : 0
- Victoires de l'équipe des États-Unis : 1
- Matchs nuls : 0

## F

### Finlande
|   | Date             | Lieu                 | Match                    | Score | Compétition                                           |
| 1 | 6 juin 2009      | Helsinki, Finlande   | Finlande - Liechtenstein | 2 - 1 | Qualifications pour la Coupe du monde 2010 (Groupe 4) |
| 2 | 9 septembre 2009 | Vaduz, Liechtenstein | Liechtenstein - Finlande | 1 - 1 | Qualifications pour la Coupe du monde 2010 (Groupe 4) |
| 3 | 7 juin 2017      | Turku, Finlande      | Finlande - Liechtenstein | 1 - 1 | Match amical                                          |
| 4 | 11 juin 2019     | Vaduz, Liechtenstein | Liechtenstein - Finlande | 0 - 2 | Qualifications pour l'Euro 2020 (Groupe J)            |
| 5 | 15 novembre 2019 | Helsinki, Finlande   | Finlande - Liechtenstein | 3 - 0 | Qualifications pour l'Euro 2020 (Groupe J)            |

Bilan
- Total de matchs disputés : 5
- Victoires de l'équipe du Liechtenstein : 0
- Victoires de l'équipe de Finlande : 3
- Matchs nuls : 2

## G

### Géorgie
|   | Date        | Lieu              | Match                   | Score | Compétition  |
| 1 | 5 mars 2014 | Tbilissi, Géorgie | Géorgie - Liechtenstein | 2 - 0 | Match amical |

Bilan
- Total de matchs disputés : 1
- Victoires de l'équipe du Liechtenstein : 0
- Victoires de l'équipe de Géorgie : 1
- Matchs nuls : 0

### Gibraltar
|   | Date             | Lieu                 | Match                     | Score | Compétition                           |
| 1 | 23 mars 2016     | Gibraltar, Gibraltar | Gibraltar - Liechtenstein | 0 - 0 | Match amical                          |
| 2 | 9 septembre 2018 | Vaduz, Liechtenstein | Liechtenstein - Gibraltar | 2 - 0 | Ligue des nations 2018-2019 (Ligue D) |
| 3 | 16 octobre 2018  | Gibraltar, Gibraltar | Gibraltar - Liechtenstein | 2 - 1 | Ligue des nations 2018-2019 (Ligue D) |
| 4 | 10 octobre 2020  | Vaduz, Liechtenstein | Liechtenstein - Gibraltar | 0 - 1 | Ligue des nations 2020-2021 (Ligue D) |
| 5 | 17 novembre 2020 | Gibraltar, Gibraltar | Gibraltar - Liechtenstein | 1 - 1 | Ligue des nations 2020-2021 (Ligue D) |
| 6 | 16 novembre 2022 | Gibraltar, Gibraltar | Gibraltar - Liechtenstein | 2 - 0 | Match amical                          |
| 7 | 8 septembre 2024 | Gibraltar, Gibraltar | Gibraltar - Liechtenstein | 2 - 2 | Ligue des nations 2024-2025 (Ligue D) |
| 8 | 13 octobre 2024  | Vaduz, Liechtenstein | Liechtenstein - Gibraltar | 0 - 0 | Ligue des nations 2024-2025 (Ligue D) |

Bilan
- Total de matchs disputés : 8
- Victoires de l'équipe du Liechtenstein : 1
- Victoires de l'équipe de Gibraltar : 3
- Matchs nuls : 4

### Grèce
|   | Date             | Lieu                 | Match                 | Score | Compétition                                           |
| 1 | 3 juin 2004      | Vaduz, Liechtenstein | Liechtenstein - Grèce | 0 - 2 | Match amical                                          |
| 2 | 6 septembre 2013 | Vaduz, Liechtenstein | Liechtenstein - Grèce | 0 - 1 | Qualifications pour la Coupe du monde 2014 (Groupe G) |
| 3 | 15 octobre 2013  | Le Pirée, Grèce      | Grèce - Liechtenstein | 2 - 0 | Qualifications pour la Coupe du monde 2014 (Groupe G) |
| 4 | 23 mars 2019     | Vaduz, Liechtenstein | Liechtenstein - Grèce | 0 - 2 | Qualifications pour l'Euro 2020 (Groupe J)            |
| 5 | 8 septembre 2019 | Athènes, Grèce       | Grèce - Liechtenstein | 1 - 1 | Qualifications pour l'Euro 2020 (Groupe J)            |

Bilan
- Total de matchs disputés : 5
- Victoires de l'équipe du Liechtenstein : 0
- Victoires de l'équipe de Grèce : 4
- Matchs nuls : 1

## H

### Hong Kong
|   | Date            | Lieu                 | Match                     | Score | Compétition  |
| 1 | 10 octobre 2024 | Vaduz, Liechtenstein | Liechtenstein - Hong Kong | 1 - 0 | Match amical |

Bilan
- Total de matchs disputés : 1
- Victoires de l'équipe du Liechtenstein : 1
- Victoires de l'équipe de Hong Kong : 0
- Matchs nuls : 0

### Hongrie
|   | Date             | Lieu                 | Match                   | Score | Compétition                                |
| 1 | 27 mars 1999     | Budapest, Hongrie    | Hongrie - Liechtenstein | 5 - 0 | Qualifications pour l'Euro 2000 (Groupe 7) |
| 2 | 4 septembre 1999 | Vaduz, Liechtenstein | Liechtenstein - Hongrie | 0 - 0 | Qualifications pour l'Euro 2000 (Groupe 7) |
| 3 | 11 novembre 2011 | Budapest, Hongrie    | Hongrie - Liechtenstein | 5 - 0 | Match amical                               |

Bilan
- Total de matchs disputés : 3
- Victoires de l'équipe du Liechtenstein : 0
- Victoires de l'équipe de Hongrie : 2
- Matchs nuls : 1

## I

### Îles Féroé
|   | Date            | Lieu                            | Match                      | Score | Compétition  |
| 1 | 26 avril 2000   | Vaduz, Liechtenstein            | Liechtenstein - Îles Féroé | 0 - 1 | Match amical |
| 2 | 13 février 2002 | Paphos, Chypre                  | Îles Féroé - Liechtenstein | 1 - 0 | Match amical |
| 3 | 21 août 2002    | Torshavn, Îles Féroé            | Îles Féroé - Liechtenstein | 3 - 1 | Match amical |
| 4 | 28 mars 2016    | Marbella, Espagne               | Liechtenstein - Îles Féroé | 2 - 3 | Match amical |
| 5 | 25 mars 2018    | San Pedro de Alcántara, Espagne | Îles Féroé - Liechtenstein | 3 - 0 | Match amical |
| 6 | 7 juin 2021     | Torshavn, Îles Féroé            | Îles Féroé - Liechtenstein | 2 - 3 | Match amical |
| 7 | 29 mars 2022    | San Pedro del Pinatar, Espagne  | Liechtenstein - Îles Féroé | 0 - 1 | Match amical |
| 8 | 22 mars 2024    | Marbella, Espagne               | Liechtenstein - Îles Féroé | 0 - 4 | Match amical |

Bilan
- Total de matchs disputés : 8
- Victoires de l'équipe du Liechtenstein : 0
- Victoires de l'équipe des îles Féroé : 8
- Matchs nuls : 0

### Indonésie
|   | Date         | Lieu                | Match                     | Score | Compétition             |
| - | 22 juin 1981 | Séoul, Corée du Sud | Liechtenstein - Indonésie | 3 - 2 | Coupe du Président 1981 |

Bilan
- Total de matchs disputés : 1
- Victoires de l'équipe du Liechtenstein : 1
- Victoires de l'équipe d'Indonésie : 0
- Matchs nuls : 0

Note : Bien qu'il s'agisse du troisième match officiel selon la FIFA, la fédération liechtensteinoise ne considère pas cette rencontre comme un match officiel.

### Irlande
|   | Date            | Lieu                  | Match                   | Score | Compétition                                           |
| 1 | 12 octobre 1994 | Dublin, Irlande       | Irlande - Liechtenstein | 4 - 0 | Qualifications pour l'Euro 1996 (Groupe 6)            |
| 2 | 3 juin 1995     | Eschen, Liechtenstein | Liechtenstein - Irlande | 0 - 0 | Qualifications pour l'Euro 1996 (Groupe 6)            |
| 3 | 31 août 1996    | Eschen, Liechtenstein | Liechtenstein - Irlande | 0 - 5 | Qualifications pour la Coupe du monde 1998 (Groupe 8) |
| 4 | 21 mai 1997     | Dublin, Irlande       | Irlande - Liechtenstein | 5 - 0 | Qualifications pour la Coupe du monde 1998 (Groupe 8) |

Bilan
- Total de matchs disputés : 4
- Victoires de l'équipe du Liechtenstein : 0
- Victoires de l'équipe d'Irlande : 3
- Matchs nuls : 1

### Irlande du Nord
|   | Date            | Lieu                     | Match                           | Score | Compétition                                |
| 1 | 20 avril 1994   | Belfast, Irlande du Nord | Irlande du Nord - Liechtenstein | 4 - 1 | Qualifications pour l'Euro 1996 (Groupe 6) |
| 2 | 11 octobre 1995 | Eschen, Liechtenstein    | Liechtenstein - Irlande du Nord | 0 - 4 | Qualifications pour l'Euro 1996 (Groupe 6) |
| 3 | 27 mars 2002    | Vaduz, Liechtenstein     | Liechtenstein - Irlande du Nord | 0 - 0 | Match amical                               |
| 4 | 24 mars 2007    | Vaduz, Liechtenstein     | Liechtenstein - Irlande du Nord | 1 - 4 | Qualifications pour l'Euro 2008 (Groupe F) |
| 5 | 22 août 2007    | Belfast, Irlande du Nord | Irlande du Nord - Liechtenstein | 3 - 1 | Qualifications pour l'Euro 2008 (Groupe F) |

Bilan
- Total de matchs disputés : 5
- Victoires de l'équipe du Liechtenstein : 0
- Irlande du Nord Victoires de l'équipe d'Irlande du Nord : 4
- Matchs nuls : 1

### Islande
|    | Date            | Lieu                         | Match                   | Score | Compétition                                           |
| 1  | 20 août 1997    | Eschen, Liechtenstein        | Liechtenstein - Islande | 0 - 4 | Qualifications pour la Coupe du monde 1998 (Groupe 8) |
| 2  | 11 octobre 1997 | Reykjavík, Islande           | Islande - Liechtenstein | 4 - 0 | Qualifications pour la Coupe du monde 1998 (Groupe 8) |
| 3  | 2 juin 2007     | Reykjavík, Islande           | Islande - Liechtenstein | 1 - 1 | Qualifications pour l'Euro 2008 (Groupe F)            |
| 4  | 17 octobre 2007 | Vaduz, Liechtenstein         | Liechtenstein - Islande | 3 - 0 | Qualifications pour l'Euro 2008 (Groupe F)            |
| 5  | 11 février 2009 | Manga del Mar Menor, Espagne | Islande - Liechtenstein | 2 - 0 | Match amical                                          |
| 6  | 11 août 2010    | Reykjavík, Islande           | Islande - Liechtenstein | 1 - 1 | Match amical                                          |
| 7  | 6 juin 2016     | Reykjavík, Islande           | Islande - Liechtenstein | 4 - 0 | Match amical                                          |
| 8  | 31 mars 2021    | Vaduz, Liechtenstein         | Liechtenstein - Islande | 1 - 4 | Qualifications pour la Coupe du monde 2022 (Groupe J) |
| 9  | 11 octobre 2021 | Reykjavík, Islande           | Islande - Liechtenstein | 4 - 0 | Qualifications pour la Coupe du monde 2022 (Groupe J) |
| 10 | 26 mars 2023    | Vaduz, Liechtenstein         | Liechtenstein - Islande | 0 - 7 | Qualifications pour l'Euro 2024 (Groupe J)            |
| 11 | 16 octobre 2023 | Reykjavík, Islande           | Islande - Liechtenstein | 4 - 0 | Qualifications pour l'Euro 2024 (Groupe J)            |

Bilan
- Total de matchs disputés : 11
- Victoires de l'équipe du Liechtenstein : 1
- Victoires de l'équipe d'Islande : 8
- Matchs nuls : 2

### Israël
|   | Date             | Lieu                 | Match                  | Score | Compétition                                           |
| 1 | 3 septembre 2000 | Tel-Aviv, Israël     | Israël - Liechtenstein | 2 - 0 | Qualifications pour la Coupe du monde 2002 (Groupe 7) |
| 2 | 2 juin 2001      | Vaduz, Liechtenstein | Liechtenstein - Israël | 0 - 3 | Qualifications pour la Coupe du monde 2002 (Groupe 7) |
| 3 | 9 octobre 2016   | Jérusalem, Israël    | Israël - Liechtenstein | 2 - 1 | Qualifications pour la Coupe du monde 2018 (Groupe G) |
| 4 | 6 octobre 2017   | Vaduz, Liechtenstein | Liechtenstein - Israël | 0 - 1 | Qualifications pour la Coupe du monde 2018 (Groupe G) |

Bilan
- Total de matchs disputés : 4
- Victoires de l'équipe du Liechtenstein : 0
- Victoires de l'équipe d'Israël : 4
- Matchs nuls : 0

### Italie
|   | Date             | Lieu                 | Match                  | Score | Compétition                                           |
| 1 | 12 novembre 2016 | Vaduz, Liechtenstein | Liechtenstein - Italie | 0 - 4 | Qualifications pour la Coupe du monde 2018 (Groupe G) |
| 2 | 11 juin 2017     | Udine, Italie        | Italie - Liechtenstein | 5 - 0 | Qualifications pour la Coupe du monde 2018 (Groupe G) |
| 3 | 26 mars 2019     | Parme, Italie        | Italie - Liechtenstein | 6 - 0 | Qualifications pour l'Euro 2020 (Groupe J)            |
| 4 | 15 octobre 2019  | Vaduz, Liechtenstein | Liechtenstein - Italie | 0 - 5 | Qualifications pour l'Euro 2020 (Groupe J)            |

Bilan
- Total de matchs disputés : 4
- Victoires de l'équipe du Liechtenstein : 0
- Victoires de l'équipe d'Italie : 4
- Matchs nuls : 0

## K

### Kazakhstan
|   | Date            | Lieu                 | Match                      | Score | Compétition                                           |
| 1 | 25 mars 2025    | Vaduz, Liechtenstein | Liechtenstein - Kazakhstan | 0 - 2 | Qualifications pour la Coupe du monde 2026 (Groupe J) |
| 2 | 10 octobre 2025 | Kazakhstan           | Kazakhstan - Liechtenstein | -     | Qualifications pour la Coupe du monde 2026 (Groupe J) |

Bilan
- Total de matchs disputés : 1
- Victoires de l'équipe du Liechtenstein : 0
- Victoires de l'équipe du Kazakhstan : 1
- Matchs nuls : 0

## L

### Lettonie
|    | Date             | Lieu                  | Match                    | Score | Compétition                                           |
| 1  | 15 novembre 1994 | Eschen, Liechtenstein | Liechtenstein - Lettonie | 0 - 1 | Qualifications pour l'Euro 1996 (Groupe 6)            |
| 2  | 6 septembre 1995 | Liepāja, Lettonie     | Lettonie - Liechtenstein | 1 - 0 | Qualifications pour l'Euro 1996 (Groupe 6)            |
| 3  | 28 février 2001  | Vaduz, Liechtenstein  | Liechtenstein - Lettonie | 0 - 2 | Match amical                                          |
| 4  | 17 novembre 2004 | Vaduz, Liechtenstein  | Liechtenstein - Lettonie | 1 - 3 | Qualifications pour la Coupe du monde 2006 (Groupe 3) |
| 5  | 8 juin 2005      | Riga, Lettonie        | Lettonie - Liechtenstein | 1 - 0 | Qualifications pour la Coupe du monde 2006 (Groupe 3) |
| 6  | 28 mars 2007     | Vaduz, Liechtenstein  | Liechtenstein - Lettonie | 1 - 0 | Qualifications pour l'Euro 2008 (Groupe F)            |
| 7  | 17 novembre 2007 | Riga, Lettonie        | Lettonie - Liechtenstein | 4 - 1 | Qualifications pour l'Euro 2008 (Groupe F)            |
| 8  | 16 octobre 2012  | Riga, Lettonie        | Lettonie - Liechtenstein | 2 - 0 | Qualifications pour la Coupe du monde 2014 (Groupe G) |
| 9  | 22 mars 2013     | Vaduz, Liechtenstein  | Liechtenstein - Lettonie | 1 - 1 | Qualifications pour la Coupe du monde 2014 (Groupe G) |
| 10 | 6 juin 2022      | Riga, Lettonie        | Lettonie - Liechtenstein | 1 - 0 | Ligue des nations 2022-2023 (Ligue D)                 |
| 11 | 14 juin 2022     | Vaduz, Liechtenstein  | Liechtenstein - Lettonie | 0 - 2 | Ligue des nations 2022-2023 (Ligue D)                 |
| 12 | 26 mars 2024     | Larnaca, Chypre       | Lettonie - Liechtenstein | 1 - 1 | Match amical                                          |

Bilan
- Total de matchs disputés : 11
- Victoires de l'équipe du Liechtenstein : 1
- Victoires de l'équipe de Lettonie : 9
- Matchs nuls : 2

### Lituanie
|   | Date              | Lieu                  | Match                    | Score | Compétition                                           |
| 1 | 9 octobre 1996    | Vilnius, Lituanie     | Lituanie - Liechtenstein | 2 - 1 | Qualifications pour la Coupe du monde 1998 (Groupe 8) |
| 2 | 30 avril 1997     | Eschen, Liechtenstein | Liechtenstein - Lituanie | 0 - 2 | Qualifications pour la Coupe du monde 1998 (Groupe 8) |
| 3 | 3 juin 2011       | Vaduz, Liechtenstein  | Liechtenstein - Lituanie | 2 - 0 | Qualifications pour l'Euro 2012 (Groupe I)            |
| 4 | 2 septembre 2011  | Kaunas, Lituanie      | Lituanie - Liechtenstein | 0 - 0 | Qualifications pour l'Euro 2012 (Groupe I)            |
| 5 | 12 octobre 2012   | Vaduz, Liechtenstein  | Liechtenstein - Lituanie | 0 - 2 | Qualifications pour la Coupe du monde 2014 (Groupe G) |
| 6 | 10 septembre 2013 | Marijampolė, Lituanie | Lituanie - Liechtenstein | 2 - 0 | Qualifications pour la Coupe du monde 2014 (Groupe G) |

Bilan
- Total de matchs disputés : 6
- Victoires de l'équipe du Liechtenstein : 1
- Victoires de l'équipe de Lituanie : 4
- Matchs nuls : 1

### Luxembourg
|   | Date             | Lieu                   | Match                      | Score | Compétition                                           |
| 1 | 17 avril 2002    | Hesperange, Luxembourg | Luxembourg - Liechtenstein | 3 - 3 | Match amical                                          |
| 2 | 13 octobre 2004  | Luxembourg, Luxembourg | Luxembourg - Liechtenstein | 0 - 4 | Qualifications pour la Coupe du monde 2006 (Groupe 3) |
| 3 | 7 septembre 2005 | Vaduz, Liechtenstein   | Liechtenstein - Luxembourg | 3 - 0 | Qualifications pour la Coupe du monde 2006 (Groupe 3) |
| 4 | 7 octobre 2020   | Luxembourg, Luxembourg | Luxembourg - Liechtenstein | 1 - 2 | Match amical                                          |
| 5 | 17 juin 2023     | Luxembourg, Luxembourg | Luxembourg - Liechtenstein | 2 - 0 | Qualifications pour l'Euro 2024 (Groupe J)            |
| 6 | 19 novembre 2023 | Vaduz, Liechtenstein   | Liechtenstein - Luxembourg | 0 - 1 | Qualifications pour l'Euro 2024 (Groupe J)            |

Bilan
- Total de matchs disputés : 6
- Victoires de l'équipe du Liechtenstein : 3
- Victoires de l'équipe du Luxembourg : 2
- Matchs nuls : 1

## M

### Macédoine du Nord
|    | Date             | Lieu                        | Match                             | Score  | Compétition                                           |
| 1  | 24 avril 1996    | Skopje, Macédoine du Nord   | Macédoine - Liechtenstein         | 3 - 0  | Qualifications pour la Coupe du monde 1998 (Groupe 8) |
| 2  | 9 novembre 1996  | Eschen, Liechtenstein       | Liechtenstein - Macédoine         | 1 - 11 | Qualifications pour la Coupe du monde 1998 (Groupe 8) |
| 3  | 8 septembre 2002 | Vaduz, Liechtenstein        | Liechtenstein - Macédoine         | 1 - 1  | Qualifications pour l'Euro 2004 (Groupe 7)            |
| 4  | 7 juin 2003      | Skopje, Macédoine du Nord   | Macédoine - Liechtenstein         | 3 - 1  | Qualifications pour l'Euro 2004 (Groupe 7)            |
| 5  | 12 novembre 2005 | Vaduz, Liechtenstein        | Liechtenstein - Macédoine         | 1 - 2  | Match amical                                          |
| 6  | 24 mars 2017     | Vaduz, Liechtenstein        | Liechtenstein - Macédoine         | 0 - 3  | Qualifications pour la Coupe du monde 2018 (Groupe G) |
| 7  | 9 octobre 2017   | Strumica, Macédoine du Nord | Macédoine - Liechtenstein         | 4 - 0  | Qualifications pour la Coupe du monde 2018 (Groupe G) |
| 8  | 13 octobre 2018  | Skopje, Macédoine du Nord   | Macédoine du Nord - Liechtenstein | 4 - 1  | Ligue des nations 2018-2019 (Ligue D)                 |
| 9  | 16 novembre 2018 | Vaduz, Liechtenstein        | Liechtenstein - Macédoine du Nord | 0 - 2  | Ligue des nations 2018-2019 (Ligue D)                 |
| 10 | 28 mars 2021     | Skopje, Macédoine du Nord   | Macédoine du Nord - Liechtenstein | 5 - 0  | Qualifications pour la Coupe du monde 2022 (Groupe J) |
| 11 | 8 octobre 2021   | Vaduz, Liechtenstein        | Liechtenstein - Macédoine du Nord | 0 - 4  | Qualifications pour la Coupe du monde 2022 (Groupe J) |
| 12 | 22 mars 2025     | Vaduz, Liechtenstein        | Liechtenstein - Macédoine du Nord | 0 - 3  | Qualifications pour la Coupe du monde 2026 (Groupe J) |
| 13 | 18 novembre 2025 | Skopje, Macédoine du Nord   | Macédoine du Nord - Liechtenstein | -      | Qualifications pour la Coupe du monde 2026 (Groupe J) |

Bilan
- Total de matchs disputés : 12
- Victoires de l'équipe du Liechtenstein : 0
- Victoires de l'équipe de Macédoine du Nord : 11
- Matchs nuls : 1

### Malaisie
|   | Date           | Lieu                 | Match                    | Score | Compétition  |
| - | 5 octobre 1981 | Vaduz, Liechtenstein | Liechtenstein - Malaisie | 1 - 0 | Match amical |

Bilan
- Total de matchs disputés : 1
- Victoires de l'équipe du Liechtenstein : 1
- Victoires de l'équipe de Malaisie : 0
- Matchs nuls : 0

Note : Bien qu'il s'agisse du quatrième match officiel selon la FIFA, la fédération liechtensteinoise ne considère pas cette rencontre comme un match officiel.

### Malte
|   | Date             | Lieu                  | Match                 | Score | Compétition             |
| - | 14 juin 1981     | Daejeon, Corée du Sud | Liechtenstein - Malte | 1 - 1 | Coupe du Président 1981 |
| 1 | 26 mars 2008     | L-Imdina, Malte       | Malte - Liechtenstein | 7 - 1 | Match amical            |
| 2 | 29 février 2012  | L-Imdina, Malte       | Malte - Liechtenstein | 2 - 1 | Match amical            |
| 3 | 14 novembre 2012 | Vaduz, Liechtenstein  | Liechtenstein - Malte | 0 - 1 | Match amical            |
| 4 | 11 novembre 2020 | Ta' Qali, Malte       | Malte - Liechtenstein | 3 - 0 | Match amical            |
| 5 | 14 novembre 2024 | Ta' Qali, Malte       | Malte - Liechtenstein | 2 - 0 | Match amical            |

Bilan
- Total de matchs disputés : 6
- Victoires de l'équipe du Liechtenstein : 0
- Victoires de l'équipe de Malte : 5
- Matchs nuls : 1

Note : Bien que le match du 14 juin 1981 soit considéré comme le premier match officiel par la FIFA, la fédération liechtensteinoise ne considère pas cette rencontre comme un match officiel.

### Moldavie
|   | Date              | Lieu                 | Match                    | Score | Compétition                                |
| 1 | 15 novembre 2014  | Chișinău, Moldavie   | Moldavie - Liechtenstein | 0 - 1 | Qualifications pour l'Euro 2016 (Groupe G) |
| 2 | 14 juin 2015      | Vaduz, Liechtenstein | Liechtenstein - Moldavie | 1 - 1 | Qualifications pour l'Euro 2016 (Groupe G) |
| 3 | 3 juin 2022       | Vaduz, Liechtenstein | Liechtenstein - Moldavie | 0 - 2 | Ligue des nations 2022-2023 (Ligue D)      |
| 4 | 25 septembre 2022 | Chișinău, Moldavie   | Moldavie - Liechtenstein | 2 - 0 | Ligue des nations 2022-2023 (Ligue D)      |

Bilan
- Total de matchs disputés : 4
- Victoires de l'équipe du Liechtenstein : 1
- Victoires de l'équipe de Moldavie : 2
- Matchs nuls : 1

### Monténégro
|   | Date             | Lieu                  | Match                      | Score | Compétition                                |
| 1 | 9 octobre 2014   | Vaduz, Liechtenstein  | Liechtenstein - Monténégro | 0 - 0 | Qualifications pour l'Euro 2016 (Groupe G) |
| 2 | 5 septembre 2015 | Podgorica, Monténégro | Monténégro - Liechtenstein | 2 - 0 | Qualifications pour l'Euro 2016 (Groupe G) |

Bilan
- Total de matchs disputés : 2
- Victoires de l'équipe du Liechtenstein : 0
- Victoires de l'équipe du Monténégro : 1
- Matchs nuls : 1

## P

### Pays-Bas
|   | Date             | Lieu              | Match                    | Score | Compétition  |
| 1 | 3 septembre 2004 | Utrecht, Pays-Bas | Pays-Bas - Liechtenstein | 3 - 0 | Match amical |

Bilan
- Total de matchs disputés : 1
- Victoires de l'équipe du Liechtenstein : 0
- Victoires de l'équipe des Pays-Bas : 1
- Matchs nuls : 0

### Pays de Galles
|   | Date             | Lieu                    | Match                          | Score | Compétition                                           |
| 1 | 14 novembre 2006 | Wrexham, Pays de Galles | Pays de Galles - Liechtenstein | 4 - 0 | Match amical                                          |
| 2 | 11 octobre 2008  | Cardiff, Pays de Galles | Pays de Galles - Liechtenstein | 2 - 0 | Qualifications pour la Coupe du monde 2010 (Groupe 4) |
| 3 | 14 octobre 2009  | Vaduz, Liechtenstein    | Liechtenstein - Pays de Galles | 0 - 2 | Qualifications pour la Coupe du monde 2010 (Groupe 4) |
| 4 | 6 juin 2025      | Cardiff, Pays de Galles | Pays de Galles - Liechtenstein | 3 - 0 | Qualifications pour la Coupe du monde 2026 (Groupe J) |
| 5 | 15 novembre 2025 | Vaduz, Liechtenstein    | Liechtenstein - Pays de Galles | -     | Qualifications pour la Coupe du monde 2026 (Groupe J) |

Bilan
- Total de matchs disputés : 4
- Victoires de l'équipe du Liechtenstein : 0
- Victoires de l'équipe du pays de Galles : 4
- Matchs nuls : 0

### Pologne
|   | Date        | Lieu              | Match                   | Score | Compétition  |
| 1 | 4 juin 2013 | Cracovie, Pologne | Pologne - Liechtenstein | 2 - 0 | Match amical |

Bilan
- Total de matchs disputés : 1
- Victoires de l'équipe du Liechtenstein : 0
- Victoires de l'équipe de Pologne : 1
- Matchs nuls : 0

### Portugal
|   | Date             | Lieu                  | Match                    | Score | Compétition                                           |
| 1 | 18 décembre 1994 | Lisbonne, Portugal    | Portugal - Liechtenstein | 8 - 0 | Qualifications pour l'Euro 1996 (Groupe 6)            |
| 2 | 15 août 1995     | Eschen, Liechtenstein | Liechtenstein - Portugal | 0 - 7 | Qualifications pour l'Euro 1996 (Groupe 6)            |
| 3 | 31 mars 1999     | Vaduz, Liechtenstein  | Liechtenstein - Portugal | 0 - 5 | Qualifications pour l'Euro 2000 (Groupe 7)            |
| 4 | 9 juin 1999      | Coimbra, Portugal     | Portugal - Liechtenstein | 8 - 0 | Qualifications pour l'Euro 2000 (Groupe 7)            |
| 5 | 9 octobre 2004   | Vaduz, Liechtenstein  | Liechtenstein - Portugal | 2 - 2 | Qualifications pour la Coupe du monde 2006 (Groupe 3) |
| 6 | 3 octobre 2005   | Aveiro, Portugal      | Portugal - Liechtenstein | 2 - 1 | Qualifications pour la Coupe du monde 2006 (Groupe 3) |
| 7 | 12 août 2009     | Vaduz, Liechtenstein  | Liechtenstein - Portugal | 0 - 3 | Match amical                                          |
| 8 | 23 mars 2023     | Lisbonne, Portugal    | Portugal - Liechtenstein | 4 - 0 | Qualifications pour l'Euro 2024 (Groupe J)            |
| 9 | 16 novembre 2023 | Vaduz, Liechtenstein  | Liechtenstein - Portugal | 0 - 2 | Qualifications pour l'Euro 2024 (Groupe J)            |

Bilan
- Total de matchs disputés : 9
- Victoires de l'équipe du Liechtenstein : 0
- Victoires de l'équipe du Portugal : 8
- Matchs nuls : 1

## Q

### Qatar
|   | Date             | Lieu        | Match                 | Score | Compétition  |
| 1 | 14 décembre 2017 | Doha, Qatar | Qatar - Liechtenstein | 1 - 2 | Match amical |

Bilan
- Total de matchs disputés : 1
- Victoires de l'équipe du Liechtenstein : 1
- Victoires de l'équipe du Qatar : 0
- Matchs nuls : 0

## R

### Roumanie
|   | Date             | Lieu                  | Match                    | Score | Compétition                                           |
| 1 | 29 mars 1997     | Bucarest, Roumanie    | Roumanie - Liechtenstein | 8 - 0 | Qualifications pour la Coupe du monde 1998 (Groupe 8) |
| 2 | 6 septembre 1997 | Eschen, Liechtenstein | Liechtenstein - Roumanie | 1 - 8 | Qualifications pour la Coupe du monde 1998 (Groupe 8) |
| 3 | 2 septembre 1998 | Bucarest, Roumanie    | Roumanie - Liechtenstein | 7 - 0 | Qualifications pour l'Euro 2000 (Groupe 7)            |
| 4 | 9 octobre 1999   | Vaduz, Liechtenstein  | Liechtenstein - Roumanie | 0 - 3 | Qualifications pour l'Euro 2000 (Groupe 7)            |
| 5 | 5 septembre 2021 | Bucarest, Roumanie    | Roumanie - Liechtenstein | 2 - 0 | Qualifications pour la Coupe du monde 2022 (Groupe J) |
| 6 | 14 novembre 2021 | Vaduz, Liechtenstein  | Liechtenstein - Roumanie | 0 - 2 | Qualifications pour la Coupe du monde 2022 (Groupe J) |
| 7 | 7 juin 2024      | Bucarest, Roumanie    | Roumanie - Liechtenstein | 0 - 0 | Match amical                                          |

Bilan
- Total de matchs disputés : 7
- Victoires de l'équipe du Liechtenstein : 0
- Victoires de l'équipe de Roumanie : 6
- Matchs nuls : 1

### Russie
|   | Date             | Lieu                      | Match                  | Score | Compétition                                           |
| 1 | 26 mars 2005     | Vaduz, Liechtenstein      | Liechtenstein - Russie | 1 - 2 | Qualifications pour la Coupe du monde 2006 (Groupe 3) |
| 2 | 3 septembre 2005 | Moscou, Russie            | Russie - Liechtenstein | 2 - 0 | Qualifications pour la Coupe du monde 2006 (Groupe 3) |
| 3 | 1er avril 2009   | Vaduz, Liechtenstein      | Liechtenstein - Russie | 0 - 1 | Qualifications pour la Coupe du monde 2010 (Groupe 4) |
| 4 | 5 septembre 2009 | Saint-Pétersbourg, Russie | Russie - Liechtenstein | 3 - 0 | Qualifications pour la Coupe du monde 2010 (Groupe 4) |
| 5 | 8 septembre 2014 | Khimki, Russie            | Russie - Liechtenstein | 4 - 0 | Qualifications pour l'Euro 2016 (Groupe G)            |
| 6 | 8 septembre 2015 | Vaduz, Liechtenstein      | Liechtenstein - Russie | 0 - 7 | Qualifications pour l'Euro 2016 (Groupe G)            |

Bilan
- Total de matchs disputés : 6
- Victoires de l'équipe du Liechtenstein : 0
- Victoires de l'équipe de Russie : 6
- Matchs nuls : 0

## S

### Saint-Marin
|   | Date             | Lieu                    | Match                       | Score | Compétition                           |
| 1 | 20 août 2003     | Vaduz, Liechtenstein    | Liechtenstein - Saint-Marin | 2 - 2 | Match amical                          |
| 2 | 28 avril 2004    | Serravalle, Saint-Marin | Saint-Marin - Liechtenstein | 1 - 0 | Match amical                          |
| 3 | 9 février 2011   | Serravalle, Saint-Marin | Saint-Marin - Liechtenstein | 0 - 1 | Match amical                          |
| 4 | 31 mars 2015     | Eschen, Liechtenstein   | Liechtenstein - Saint-Marin | 1 - 0 | Match amical                          |
| 5 | 8 septembre 2020 | Rimini, Italie          | Saint-Marin - Liechtenstein | 0 - 2 | Ligue des nations 2020-2021 (Ligue D) |
| 6 | 13 octobre 2020  | Vaduz, Liechtenstein    | Liechtenstein - Saint-Marin | 0 - 0 | Ligue des nations 2020-2021 (Ligue D) |
| 7 | 5 septembre 2024 | Serravalle, Saint-Marin | Saint-Marin - Liechtenstein | 1 - 0 | Ligue des nations 2024-2025 (Ligue D) |
| 8 | 18 novembre 2024 | Vaduz, Liechtenstein    | Liechtenstein - Saint-Marin | 1 - 3 | Ligue des nations 2024-2025 (Ligue D) |

Bilan
- Total de matchs disputés : 8
- Victoires de l'équipe du Liechtenstein : 3
- Victoires de l'équipe de Saint-Marin : 3
- Matchs nuls : 2

### Slovaquie
|    | Date              | Lieu                         | Match                     | Score | Compétition                                           |
| 1  | 10 octobre 1998   | Vaduz, Liechtenstein         | Liechtenstein - Slovaquie | 0 - 4 | Qualifications pour l'Euro 2000 (Groupe 7)            |
| 2  | 8 septembre 1999  | Dubnica nad Váhom, Slovaquie | Slovaquie - Liechtenstein | 2 - 0 | Qualifications pour l'Euro 2000 (Groupe 7)            |
| 3  | 2 avril 2003      | Trnava, Slovaquie            | Slovaquie - Liechtenstein | 4 - 0 | Qualifications pour l'Euro 2004 (Groupe 7)            |
| 4  | 11 octobre 2003   | Vaduz, Liechtenstein         | Liechtenstein - Slovaquie | 0 - 2 | Qualifications pour l'Euro 2004 (Groupe 7)            |
| 5  | 8 septembre 2004  | Bratislava, Slovaquie        | Slovaquie - Liechtenstein | 7 - 0 | Qualifications pour la Coupe du monde 2006 (Groupe 3) |
| 6  | 17 août 2005      | Vaduz, Liechtenstein         | Liechtenstein - Slovaquie | 0 - 0 | Qualifications pour la Coupe du monde 2006 (Groupe 3) |
| 7  | 19 novembre 2008  | Žilina, Slovaquie            | Slovaquie - Liechtenstein | 4 - 0 | Match amical                                          |
| 8  | 11 septembre 2012 | Bratislava, Slovaquie        | Slovaquie - Liechtenstein | 2 - 0 | Qualifications pour la Coupe du monde 2014 (Groupe G) |
| 9  | 7 juin 2013       | Vaduz, Liechtenstein         | Liechtenstein - Slovaquie | 1 - 1 | Qualifications pour la Coupe du monde 2014 (Groupe G) |
| 10 | 20 juin 2023      | Vaduz, Liechtenstein         | Liechtenstein - Slovaquie | 0 - 1 | Qualifications pour l'Euro 2024 (Groupe J)            |
| 11 | 11 septembre 2023 | Bratislava, Slovaquie        | Slovaquie - Liechtenstein | 3 - 0 | Qualifications pour l'Euro 2024 (Groupe J)            |

Bilan
- Total de matchs disputés : 11
- Victoires de l'équipe du Liechtenstein : 0
- Victoires de l'équipe de Slovaquie : 9
- Matchs nuls : 2

### Suisse
|   | Date         | Lieu                   | Match                  | Score | Compétition  |
| 1 | 9 mars 1982  | Balzers, Liechtenstein | Liechtenstein - Suisse | 0 - 1 | Match amical |
| 2 | 12 mars 1991 | Balzers, Liechtenstein | Liechtenstein - Suisse | 0 - 6 | Match amical |
| 3 | 27 mai 1994  | Bâle, Suisse           | Suisse - Liechtenstein | 2 - 0 | Match amical |
| 4 | 6 juin 2004  | Zurich, Suisse         | Suisse - Liechtenstein | 1 - 0 | Match amical |
| 5 | 16 août 2006 | Vaduz, Liechtenstein   | Liechtenstein - Suisse | 0 - 3 | Match amical |
| 6 | 30 mai 2008  | Saint-Gall, Suisse     | Suisse - Liechtenstein | 3 - 0 | Match amical |
| 7 | 10 août 2011 | Vaduz, Liechtenstein   | Liechtenstein - Suisse | 1 - 2 | Match amical |
| 8 | 10 juin 2015 | Thoune, Suisse         | Suisse - Liechtenstein | 3 - 0 | Match amical |
| 9 | 3 juin 2021  | Saint-Gall, Suisse     | Suisse - Liechtenstein | 7 - 0 | Match amical |

Bilan
- Total de matchs disputés : 9
- Victoires de l'équipe du Liechtenstein : 0
- Victoires de l'équipe de Suisse : 9
- Matchs nuls : 0

## T

### Tchéquie
|   | Date            | Lieu                       | Match                    | Score | Compétition                                |
| 1 | 12 octobre 2010 | Vaduz, Liechtenstein       | Liechtenstein - Tchéquie | 0 - 2 | Qualifications pour l'Euro 2012 (Groupe I) |
| 2 | 29 mars 2011    | České Budějovice, Tchéquie | Tchéquie - Liechtenstein | 2 - 0 | Qualifications pour l'Euro 2012 (Groupe I) |

Bilan
- Total de matchs disputés : 2
- Victoires de l'équipe du Liechtenstein : 0
- Victoires de l'équipe de Tchéquie : 1
- Matchs nuls : 0

### Thaïlande
|   | Date         | Lieu                 | Match                     | Score | Compétition             |
| - | 16 juin 1981 | Jeonju, Corée du Sud | Thaïlande - Liechtenstein | 2 - 0 | Coupe du Président 1981 |

Bilan
- Total de matchs disputés : 1
- Victoires de l'équipe du Liechtenstein : 0
- Victoires de l'équipe de Thaïlande : 1
- Matchs nuls : 0

Note : Bien qu'il s'agisse du deuxième match officiel selon la FIFA, la fédération liechtensteinoise ne considère pas cette rencontre comme un match officiel.

### Togo
|   | Date        | Lieu                 | Match                | Score | Compétition  |
| 1 | 2 juin 2006 | Vaduz, Liechtenstein | Liechtenstein - Togo | 0 - 1 | Match amical |

Bilan
- Total de matchs disputés : 1
- Victoires de l'équipe du Liechtenstein : 0
- Victoires de l'équipe du Togo : 1
- Matchs nuls : 0

### Turquie
|   | Date             | Lieu                 | Match                   | Score | Compétition                                |
| 1 | 16 octobre 2002  | Istanbul, Turquie    | Turquie - Liechtenstein | 5 - 0 | Qualifications pour l'Euro 2004 (Groupe 7) |
| 2 | 6 septembre 2003 | Vaduz, Liechtenstein | Liechtenstein - Turquie | 0 - 3 | Qualifications pour l'Euro 2004 (Groupe 7) |

Bilan
- Total de matchs disputés : 2
- Victoires de l'équipe du Liechtenstein : 0
- Victoires de l'équipe de Turquie : 2
- Matchs nuls : 0